# قرار مجلس الأمن التابع للأمم المتحدة رقم 206
قرار مجلس الأمن التابع للأمم المتحدة رقم 206، الذي اتخذ بالإجماع في 15 يونيو 1965، بعد التأكيد على القرارات السابقة بشأن هذا الموضوع، مدد المجلس ولاية قوة الأمم المتحدة في قبرص لمدة 6 أشهر إضافية، تنتهي في 26 ديسمبر 1965. كما دعا المجلس جميع الدول الأعضاء إلى الامتثال لهذا القرار والقرارات السابقة، كما دعا الأطراف المعنية مباشرة إلى مواصلة العمل بأقصى قدر من ضبط النفس والتعاون بشكل كامل مع قوة حفظ السلام.